# كوجي تسوجيتاني
كوجي تسوجيتاني (辻谷耕史 تسوجيتاني كوجي) (26 أبريل 1962 - 17 أكتوبر 2018)، ممثل و مخرج صوت ياباني.

## أدواره في الأنمي

### مسلسلات أنمي تلفزيونية
- إينوياشا - ميروكو
- إينوياشا: الجزء الأخير - ميروكو
- تايلر القائد المستهتر - جاستي أويكي تايلر
- سيريه نو موريبيتو - تاندا
- إيوريكا سفن - ديوي نوفاك
- سنغوكو باسارا - أزاي ناغاماسا
- غاكوين باسارا - أزاي ناغاماسا
- يو يو هاكوشو - إيتسوكي
- سلام دانك - فوزي
- هاجيمي نو إيبو - ريويتشي هايامي
- رؤيا إسكافلوني - جاجوكا
- حفيد نوراريهيون - هيهي
- حفيد نوراريهيون: عاصمة العفاريت - هيهي
- فيت/ستاي نايت - توكيومي توساكا
- سكال مان - ريوجي كيريشيما
- ستريت فايتر II V - ريو
- رانما ½ - تاتيواكي كونو (بديل)
- كود:بريكر - غوتوكو ساكوراكوجي
- تاماكو ماركت - كونيو ياوبي
- السائق (1988) - يوما أكاجي

### أوفا أنمي
- الأسطورة المقدسة: ريغفيدا - تينؤو
- أوتاكو نو فيديو - كين كوبو
- تيلز أوف فانتازيا ذي أنيميشن - برامبرت
- البدلة المتنقلة جاندام 0080 حرب في الجيب - برنارد وايزمان

### أفلام أنمي
- إينوياشا: مشاعر تتخطى الزمان - ميروكو
- إينوياشا: قلعة الخيال داخل المرآة - ميروكو
- إينوياشا: سيف السيطرة على العالم - ميروكو
- إينوياشا: جزيرة هوراي القرمزية - ميروكو
- سنغوكو باسارا -The Last Party- - أزاي ناغاماسا
- البدلة المتنقلة جاندام F91 - سيبوك آرنو
- تاماكو لاف ستوري - كونيو ياوبي

## أدواره في الدبلجة اليابانية
- يوم التدريب - جيك هويت

## أعماله كمخرج صوت في الأنمي

### مسلسلات أنمي تلفزيونية
- فيت/ستاي نايت
- فريزينغ
- فريزينغ فايبريشن
- في قلب العالم الأزرق
- غلاسليب
- شوا غينروكو راكوغو شينجو
- غورازيني

### أفلام أنمي
- فيت/ستاي نايت: Unlimited Blade Works

## وصلات خارجية
- كوجي تسوجيتاني على موقع IMDb (الإنجليزية)
- كوجي تسوجيتاني على موقع ميوزك برينز (الإنجليزية)
- كوجي تسوجيتاني على موقع قاعدة بيانات الفيلم (الإنجليزية)
- كوجي تسوجيتاني على موقع ANN person (الإنجليزية)